# Contradusta
Contradusta is een geslacht van weekdieren uit de klasse van de Gastropoda (slakken).

## Soorten
- Contradusta bregeriana (Crosse, 1868)
- Contradusta lapillus Poppe, Tagaro & Groh, 2013
- Contradusta walkeri (G. B. Sowerby I, 1832)